# Генрик Ґротовський
Генрик Ґротовський (пол. Henryk Grotowski, 9 березня 1949 — 11 квітня 2019) — польський спортсмен.
Учасник Олімпійських Ігор 1972 року.